# Veszélyeztetett világörökségi helyszínek listája
A veszélyeztetett világörökségi helyszínek listájára azon világörökségi helyszínek kerülnek fel, amelyek megóvásában csak kitüntetett nemzetközi segítség lehet eredményes. A legtöbb esetben az adott ország intézményrendszerének hiánya vagy erőtlensége miatt van szükség erre. Egy helyszín veszélyeztetetté válhat hirtelen természeti katasztrófa, környezetszennyezés, háborús vagy etnikai konfliktus miatt is.

## Afganisztán
| | Dzsam minaretje és régészeti emlékhelyei |
| 2002 |                                          |
| Kulturális (II)(III)(IV) |                                          |
| Veszélyeztetett világörökségi helyszínek listájára került: 2003 |                                          |
| Védett terület:70 ha, puffer zóna: 600 ha, hivatkozás: 211 |                                          |
| Dzsam minaretje a 12. században épült, feltehetően a Gúrida-dinasztia egyik szultánjának utasítására. A helyi iszlám építészet kiemelkedő példája, ami fontos szerepet játszott a vallás továbbterjedésében. Alaprajza nyolcszögletű, magassága eléri a 65 métert. Átmérője a talajszintnél 9 méter, négy egymás fölötti egyre keskenyedő körszelvénye meszes habarccsal összekötött égetett téglából készült. Teljes külső felületét a szerkezeti elemekre rakott stukkóborítás fedi, ami geometrikus mintákat, és feliratokat ábrázol. A legalsó szint a legdíszesebb, nyolc függőleges szelvénye követi a nyolcszög alaprajz vonalát. Minden ilyen szelvényt vékony, teleírt szegély fog körbe. A minarettől északra, a folyó túlsó partján találhatók a Grúidák kastélyainak és tornyainak maradványai, keletre pedig erődítmények romjai, amik arra utalnak, hogy a minaret környékén elterülő város egyben egy katonai központ is volt. Az országban uralkodó háborús helyzet miatt a helyszín 2003-ban felkerült a veszélyeztetett világörökségi helyszínek listájára. |                                          |

| | Bámiján-völgy kultúrtáj és régészeti emlékei |
| 2003 |                                              |
| Kulturális (I)(II)(III)(IV)(VI) |                                              |
| Veszélyeztetett világörökségi helyszínek listájára került: 2003 |                                              |
| Védett terület: 158,9 ha, puffer zóna: 342 ha, hivatkozás: 208 |                                              |
| A 2500 méteres magasságban fekvő Bámiján-völgy a selyemút egyik ága volt. Kultúrája és régészeti emlékei a Baktriában az 1. századtól a 13. századig végbement művészeti és vallási változásokat tükrözi. A források szerint Bámiján városa egy virágzó buddhista kereskedelmi központ volt. A terület kiemelkedő építészeti emlékei a buddhista kolostorok és szentélyek, valamint az iszlám időszakból származó erődítmények. A kolostorok szerzetesei sziklába vájt barlangokban éltek. Egyes barlangok falát freskókkal borították, vagy domborművekkel díszítették. A műemlékegyüttes legkiemelkedőbb része volt az a két, homokkő sziklába faragott nagyméretű, 55 illetve 37 méter magas Buddha szobor, amelyeket 2000 márciusában a tálibok megsemmisítettek. Az országban uralkodó háborús helyzet miatt a helyszín 2003-ban felkerült a veszélyeztetett világörökségi helyszínek listájára. |                                              |

## Amerikai Egyesült Államok
| | Everglades Nemzeti Park |
| 1979 |                         |
| Veszélyeztetett világörökségi helyszínek listájára került: 1993-2007, 2010 - |                         |
| Természeti (VIII)(IX)(X) |                         |
| Védett terület: 567 017 ha, hivatkozás: 76 |                         |
| A Florida déli részén fekvő Everglades Nemzeti Park őrzi Észak-Amerika egyetlen szubtrópusi nemzeti parkját az Everglades édesvízi mocsarainak élővilágát. Az 1947. december 6-án alapított park területe 6105 km², s ezzel az Egyesült Államok második legnagyobb nemzeti parkja, annak ellenére, hogy ez a terület az eredeti vizes élőhely területének csak 20%-a. A övezet nagy része üledékes mocsárvidék. Területén brakkvízes zónák, mangrove mocsarak, hatalmas kiterjedésű nádasok és fenyőligetek váltakoznak. Ezek az összetett természetes élőhelyek számos endemikus fajnak adnak otthont. A park területén több mint ezer növény és hétszáz állatfajt azonosítottak. Közéjük tartoznak a floridai párducok, delfinek, tengeri tehenek, teknősök, kígyók, aligátorok, krokodilok, pelikánok, kormoránok, 275 halfaj, 60 hüllőféle és rovarok. A park a kontinens mérsékelt és szubtrópusi övezetének választóvonalán helyezkedik el. A növényzet legfontosabb elemei a mangrovefák, a ciprusfélék, agávék, kaktuszok, fenyőfák és sásfélék. A közeli városok ivóvízigénye, valamint a mezőgazdasági és halászati területek folyamatos növekedése miatt a park 2010 óta a veszélyeztetett világörökségi helyszíneket tartalmazó listán van. |                         |

## Ausztria
| | Bécs történelmi központja |
| 2001 |                           |
| A veszélyeztetett világörökségi helyszínek listájára került: 2017 |                           |
| Kulturális (II)(IV)(VI) |                           |
| Védett terület: ha, puffer zóna: ha, hivatkozás: 1033 |                           |
| Bécs ősi kelta és római településből fejlődött az Osztrák-Magyar Monarchia fővárosává. Történelmi épületei három korszakhoz köthetők, a középkorhoz, a barokk időszakához és a 19. századi ipari fejlődés korához. Középkori épületei a 13. századi Schottenkloster, az egyik legfontosabb gótikus épület a Maria am Gestade-templom, a Szent Mihály-templom, a Minorita templom és kolostor, és a város legfontosabb temploma a 14-15. századból való Szent István-székesegyház. Későbbi emlékei a Kapucinus-kripta, a Spanyol lovasiskola épülete, a Szent Károly-templom barokk tömbje, a Burgtheater, a Belvedere kastély, az Osztrák Nemzeti Könyvtár, valamint a Hofburg, ami máig a Habsburg hatalom jelképének számít. A helyszínnek része a 19. századi Ringstraße és a külvárosok úgynevezett ütközőzónája is. A bécsi klasszicizmus fénykorától a 20. század elejéig a város az európai zeneművészet egyik központja volt. Több mint 100 000 ember dolgozik a belvárosban, amellyel vezető szerepet tölt be a foglalkoztatottság terén a kerületek körében. Mindemellett a város az első számú turisztikai célpontja. A városközpontban folyó szállodaépítkezések miatt a helyszín felkerült a veszélyeztetett világörökségi helyszínek listájára. |                           |

## Bolívia
| | Potosí történelmi város és ezüstbányák |
| 1987 |                                        |
| A veszélyeztetett világörökségi helyszínek listájára került: 2014 |                                        |
| Kulturális (II)(IV)(VI) |                                        |
| Védett terület: 2 211 ha, hivatkozás: 420 |                                        |
| Potosí egykor Bolívia legnagyobb és leggazdagabb városa volt az Újvilág legnagyobb ezüstérc-lelőhelyének köszönhetően amit az 1540-es évek elején fedeztek fel a város déli részén álló több mint négyezer méter magas Cerro Rico hegyben. A 17. században bányászott ezüst kétharmada innen származott, a spanyol gyarmatosítók indiánok ezreit kényszerítették, hogy embertelen körülmények között termeljék ki a fémet. A település 1572-ben birodalmi városi rangra emelkedett és gyorsan jelentős ipari komplexummá nőtte ki magát. Az ezüstlelőhely a 18. század közepén elkezdett kimerülni, ekkortól a város is hanyatlani kezdett. Az ezüst kitermelése egészen a 19. századig folytatódott, jelenleg ónt és cinket bányásznak a területen. Az ezüst kitermeléséhez óriási mennyiségű vizet használtak fel, ehhez vízvezetékek és mesterséges tavak bonyolult rendszerét alakították ki. A bányának köszönhetően a városban jelentős épületeket emeltek, köztük a San Lorenzo-templomot, a Casa de la Monedat (pénzverde), valamint a San Francisco- és a La Compagnia-templomokat. Az állagmegóvás és az ezt lehetővé tévő törvényi szabályozás hiányosságai miatt a helyszín felkerült a veszélyeztetett világörökségi helyszínek listájára. |                                        |

## Egyiptom
| | Abu Mena korai keresztény műemlékei |
| 1979 |                                     |
| Veszélyeztetett világörökségi helyszínek listájára került: 2001 |                                     |
| Kulturális (IV) |                                     |
| Védett terület:182,7 ha, hivatkozás: 90 |                                     |
| Abu Mena egy fontos korai keresztény zarándokhely volt, ahova számos országból érkeztek hívők Alexandriai Szent Menész sírjához. A hely a keleti és nyugati vallások hatásainak különleges keveredéséről tanúskodik. Szent Menész egy egyiptomi származású légiós volt, aki 296-ban Kis-Ázsiában szenvedett vértanúhalált. A település temploma, keresztelőkápolnája és bazilikái kopt stílusban épültek a szent sírjának közelében. Jellemző rájuk a háromhajós alaprajz, a vályogtéglából épült vastag falak, a rendkívül magas középhajók, a boltíves mennyezet és a háromkaréjos apszis. Az egyre nagyobb számban érkező zarándokok részére építették az 5. században az úgynevezett „Termál bazilikát”, ahol a környező meleg vizes források vizét tárolták. A vértanú sírja melletti forrásnak csodatévő hatást tulajdonítottak. Abu Mena a 12. században vesztette el jelentőségét, amikor a forrás kiszáradt és a zarándokhely feledésbe merült. Az ásatások során lakóházakat, temetőket, középületeket, utcákat, kolostorokat és műhelyeket is feltártak. |                                     |

## Elefántcsontpart és Guinea
| | Nimba-hegy Természeti Rezervátum |
| Elefántcsontpart és Guinea közös világörökségi helyszíne |                                  |
| 1981, kiterjesztés:1982 |                                  |
| Veszélyeztetett világörökségi helyszínek listájára került: 1992 |                                  |
| Természeti (IX)(X) |                                  |
| Védett terület: 17 540 ha, hivatkozás: 155 |                                  |
| Az Elefántcsontpart és Guinea határán fekvő, a környező szavannák fölé magasodó Richard-Molard-hegy a két ország legmagasabb pontja és a 180 négyzetkilométeres rezervátum központja. A terület földrajzilag egyedülálló és mintegy kétszáznegyven endemikus fajnak ad otthont. A rezervátumot csaknem teljesen érintetlen erdő borítja, az alacsonyabb lejtőkön lombhullató fák találhatók, ezer méternél magasabban hegyvidéki erdők, míg a csúcs közelében hegyi szavanna terül el. A rezervátumban él a fokozottan veszélyeztetett Mount Nimba-varangy, az elevenszülő varangy, valamint csimpánzok, elefántok, bivalyok, antilopok, oroszlánok, hiénák és cerkófok. Az alacsonyabb területeket lápvidék borítja, ez keselyűk, kígyók, kétéltűek menedéke. A rezervátum élővilágát vasércbányászat fenyegeti, ezen kívül nagy kárt okoznak az elefántcsontparti menekültek is akik orvvadászattal foglalkoznak. Ennek következtében a rezervátum 1992-ben felkerült a veszélyeztetett világörökségi helyszínek listájára. |                                  |

## Honduras
| | Río Plátano Bioszféra-rezervátum |
| 1982 |                                  |
| Veszélyeztetett világörökségi helyszínek listájára került: 1996 – 2007, 2011 - |                                  |
| Természeti (VII)(VIII)(IX)(X) |                                  |
| Védett terület: 350 000 ha, puffer zóna: 150 000 ha, hivatkozás: 196 |                                  |
| A Honduras északkeleti részében, a Moszkító régióban található rezervátum a Karib-tenger partjától délnyugati irányban a szárazföld belseje felé nyúlik el és magába foglalja a Platano folyó szinte teljes vízgyűjtő területét. A körülbelül 8300 négyzetkilométer összterületű bioszféra rezervátum gazdag növény- és állatvilágnak ad otthont. A Rio Platano érintetlen partszakaszain túl lagúnák és part menti szavannák húzódnak, nádasokkal, pálmákkal és fenyőerdőkkel. Az rezervátumban élő növényfajok száma meghaladja a kétezret, ezen kívül 39 emlős, 377 madár és 126 hüllő, valamint kétéltű fajt tartanak nyilván. A rezervátum területén prekolumbián kultúrák maradványait fedezték fel, több mint kétszáz lelőhelyen. Ezek közül legfontosabb a Ciudad Blanka (Fehér város), a maja civilizáció egyik jelentős városának maradványa. A területen folytatott illegális fakitermelés, halászat és orvvadászat miatt 2011-től a rezervátum a veszélyeztetett világörökségi helyszínek listáján szerepel. |                                  |

## Indonézia
| | Szumátra trópusi esőerdei |
| 2004 |                           |
| Veszélyeztetett világörökségi helyszínek listájára került: 2011 |                           |
| Természeti (VII)(IX)(X) |                           |
| Védett terület: 2 595 124 ha, hivatkozás: 1167 |                           |
| A helyszín három nemzeti parkot foglal magába Szumátra szigetén: az északon fekvő Gunung Leuser Nemzeti Parkot, a középen található Kerinci Seblat Nemzeti Parkot és a sziget déli részén fekvő Bukit Barisan Selatan Nemzeti Parkot. Ezt a trópusi erdei örökséget azért választották ki, mert itt az erdők jelentős, érintetlen területe található Szumátrán, továbbá a biológiai sokféleség és az alföldi és a hegyi őserdők jelenléte miatt. Ennek a térségnek van a legnagyobb esélye arra, hogy hosszú távon megőrizze Szumátra különleges faji sokszínűségét. Eddig körülbelül tízezer növényfajt azonosítottak a területen, ez Szumátra összes növényfajának fele. Itt élnek a világ legnagyobb virágai a óriás bűzvirág és a titánbuzogány is. Változatos állatvilágának egy része még még besorolásra vár. Emlősből eddig több mint kétszázfélét, a madarak közül 580 félét figyeltek meg az esőerdő területén. A madarak közül 21 faj őshonos itt, az emlősök között 22 ázsiai eredetű és nem található meg máshol a szigetvilágban, 15 pedig csak az indonéziai térségben él. A terület legismertebb élőlénye a veszélyeztetett orangután. A nemzeti park geológiai alakzatokban is bővelkedik, tűzhányók, vízesések és barlangok tagolják a tájat. Illegális fakitermelés, orvvadászat és mezőgazdasági célokra használt területek növekedése miatt a helyszín 2011-ben felkerült a Veszélyeztetett világörökségi helyszínek listájára. |                           |

## Irak
| | Hatra |
| 1985 |       |
| A veszélyeztetett világörökségi helyszínek listájára került: 2015 |       |
| Kulturális (II)(III)(IV)(VI) |       |
| Védett terület: 323,75 ha, hivatkozás: 277 |       |
| A Moszultól száz kilométerre délnyugatra fekvő Hatrát az i. e. 5. században alapították egy fontos mezopotámiai karavánút mellett. A selyemút egyik állomásaként olyan jelentőségre tett szert mint szíriai Palmüra, a libanoni Baalbek vagy a jordániai Petra. A településre nagy hatással volt a Pártus Birodalom, ebből a korból származó kettős erődrendszerének köszönhetően i. sz. 168-ban és i. sz. 198-ban is ellenállt a római támadásoknak. A várost 240 körül perzsák foglalták el és lerombolták. A gyűrű alakú városfalak által körbezárt terület körülbelül 2 négyzetkilométer. A szinte érintetlen állapotban fennmaradt falakat széles árok választja el egymástól. A ma is látható romok legnagyobb része a hellenisztikus és a római korból való. Hatra építészetében a hellenisztikus és római stílusjegyek keleti díszítőelemekkel keverednek. A Nagy templom udvar felé nyitott nagyméretű, boltíves csarnoka a perzsa hagyományok újjáéledésére utal. A maradványok jó része templomokból származik, de a falakon belül folytatott ásatások során számos pártus stílusú faragvány és szobor is előkerült. Ezek a magas művészi színvonalú faragványok isteneket, uralkodókat és előkelőségeket ábrázolnak. Az ország területén zajló háború miatt a helyszín felkerült a veszélyeztetett világörökségi helyszínek listájára. |       |

| | Assur |
| 2003 |       |
| A veszélyeztetett világörökségi helyszínek listájára került: 2003 |       |
| Kulturális (III)(IV) |       |
| Védett terület: 70 ha, puffer zóna: 100 ha, hivatkozás: 1130 |       |
| Assur a mai Irak északi részén, a Tigris folyó mentén fekszik, és egykor az Asszír Birodalom fővárosa volt. Itt volt a birodalom vallási központja is a főisten, Assur szentélyével. Az öntözéses földművelési zóna egykori határán található települést a sumerek alapították az i. e. 3. évezredben. Körülbelül ezer évvel később a kereskedelemnek köszönhetően fejlődésnek indult, majd egészen i. e. 614-ig, az Asszír Birodalom bukásáig fennállt, amikor a méd és babiloni hadsereg lerombolta. Az i. sz. 1. században a város a Pártus Birodalom egyik közigazgatási központjává vált, de nem sokkal később, a 3. század közepén véglegesen lerombolták. Feltárása a 20. század elején kezdődött Walter Andrae német régész vezetésével de kissé háttérbe szorult a Nimrudból és Ninivéből előkerült sokkal monumentálisabb műalkotások miatt. A korai ásatásokból származó leletanyag egy jelentős részét, köztük szövegeket még azóta sem publikálták. A településen nyomon követhető az építészeti stílus változása a sumér-akkád kortól az asszírok bukásán át egészen a pártus időkig. Az ország területén zajló háború miatt a helyszín felkerült a veszélyeztetett világörökségi helyszínek listájára. |       |

| | Szamarra |
| 2007 |          |
| A veszélyeztetett világörökségi helyszínek listájára került: 2007 |          |
| Kulturális (II)(III)(IV) |          |
| Védett terület: 15 058 ha, puffer zóna: 31 414 ha, hivatkozás: 276 |          |
| A Tigris felső folyásánál álló Szamarra helyén egykor Mezopotámia egyik jelentős városa állt. A város területének eddig csak az egyötödét tárták fel. A mai Szamarrát a 9. században építette al-Mutaszim kalifa és innen kormányozták a Tunéziától Közép-Ázsiáig terjeszkedő Abbászida Kalifátus tartományait. A vályogtéglákból emelt várost nem erősítették meg falakkal, mert a települést körülvevő csatornarendszer és a folyó természetes védelmet nyújtottak lakosai számára. Al-Mutaszim kisebbik fia I. al-Mutavakkil építtette a város keleti felében álló Nagymecsetet, amely mellett a híres, 52 méter magas csigalépcsős minaret áll. A minaretet feltételezhetően az ókori zikkuratok alapján tervezték. A mecsetet a várossal ellentétben fallal vették körül, a falakat szabályos távolságra elhelyezett félkör alakú tornyokkal erősítették meg. A kalifa palotáját a főutcán, a folyó mellett építették fel, és ez az egyetlen olyan palota, ami a 9. századból fennmaradt. Szamarrában olyan építészeti és díszítőművészeti fejlődés vette kezdetét, amely a birodalom határain kívül is hatást gyakorolt, innen terjedt el a faragott stukkók használata és egy újfajta porcelánfényezési technika is. Az ország területén zajló háború miatt a helyszín felkerült a veszélyeztetett világörökségi helyszínek listájára. |          |

## Jemen
| | Sibám városfallal körülvett óvárosa |
| 1982 |                                     |
| A veszélyeztetett világörökségi helyszínek listájára került: 2015 |                                     |
| Kulturális (III)(IV)(V) |                                     |
| Hivatkozás: 192 |                                     |
| A sziklás fennsíkon elhelyezkedő település pontos korát eddig még nem tudták megállapítani. A város egy kis dombra épült, így megmenekült az időnkénti pusztító árvizektől. Néhány építménye az iszlám első századaira datálható, mint például a 904-ben emelt Péntek-mecset. A várat 1220 körül emelték, a többi épület túlnyomó többsége viszont a 16. században épült. A majdnem szabályos téglalap alakú óvárost egy körülbelül 400 x 500 méteres agyagfal veszi körül, a körbezárt területen megközelítőleg 500 ősi lakóház áll. A teljesen egységes kinézetű házak rácsos szerkezetben kerültek elrendezésre, némelyikük közel 30 méter magas. A legmagasabb házak nyolc emeletesek, a többi átlagosan ötszintes. Építésükhöz égetés nélküli agyagtömböket használtak fel. Az egymáshoz közelálló épületek homlokzatának felső részét fehér festékkel díszítették amelybe az állagmegóvás érdekében kötőanyagokat kevertek, de ennek ellenére a felső szinteket így is átlag tízévente fel kell újítani. Az országban uralkodó háborús állapotok miatt a helyszín felkerült a Veszélyeztetett világörökségi helyszínek listájára. |                                     |

| | Szanaa óvárosa |
| 1986 |                |
| A veszélyeztetett világörökségi helyszínek listájára került: 2015 |                |
| Kulturális (IV)(V)(VI) |                |
| Hivatkozás: 385 |                |
| Egy 2200 méter magasan elterülő völgyben fekvő Szanaa egykor a tömjénút egyik legszebb állomása volt. A megközelítőleg 2500 éve lakott település 1962 óta Jemen fővárosa. Az i. e. 2. században a jemenita királyság egyik előretolt bástyája volt és tevékenyen részt vett az Arab-félsziget politika életében. Jemen 628-ban áttért az iszlámra, és a hagyomány szerint Mohamed próféta személyesen adott utasítást a város első mecsetének felépítésére. A 7. és a 8. században Szanaa volt az iszlám vallás terjesztésének egyik fő központja. Ennek következtében a városban 103 mecsetet, 14 törökfürdőt és csaknem 6000 házat építettek, ezeknek kora elérheti az 1000 évet. A házak toronyszerű épületek, az alsó emeletek kőből, felsőbb szintjeik kiégetetlen agyagtéglából épültek. A házak ajtaját és ablakait fehér festékkel emelték ki, ezen kívül a falakat horizontális stukkófrízekkel díszítették. A városközpont jellegzetes motívumai a házak virág-, vagy geometrikus stukkókkal keretezett félkör alakú padlásablakai. A település a 16. században oszmán fennhatóság alá került, ekkor egymást követő rekonstrukciók kezdődtek, amelyek azonban mindig figyelembe vették az eredeti városképet. Az országban uralkodó háborús állapotok miatt a helyszín felkerült a veszélyeztetett világörökségi helyszínek listájára. |                |

| | Zabíd történelmi városrésze |
| 1993 |                             |
| A veszélyeztetett világörökségi helyszínek listájára került: 2000 |                             |
| Kulturális (II)(IV)(VI) |                             |
| Hivatkozás: 611 |                             |
| Zabíd, Jemen középkori fővárosa egyetemének köszönhetően a 13. és a 15. század között az arab és muzulmán világ egyik szellemi központja volt. Különleges alaprajza, lakóházainak és katonai építményeinek egyedülálló építészeti stílusa miatt fontos régészeti és történelmi emlékhelynek számít. Utcái és időnként az egy méternél is keskenyebb sikátorai labirintusszerűen helyezkednek el, ezt időnként kisebb terek, valamint a Bab el-Naszr citadella előtt egy nagyobb nyitott terület tagolják. A települést korábban hatalmas fal védte, a körülzárt területen a lakóházak mellett közel száz mecsetet emeltek. A város szellemi központjában, a Medinában az al-Iszkadarijah-mecset közelében számos Korán-iskola helyezkedik el. A lakóházak legfontosabb eleme egy négyszögletes helyiség ami egy kisebb udvarra nyílik. A homlokzatokat és az ajtókereteket stukkókkal díszítették, ezek élénk színű, részletgazdag, drapéria-jellegű díszítőelemek. A település fontosabb épületei közé tartozik a Nagymecset és az Aszair-mecset. A városban forgatták 1974-ben Pier Paolo Pasolini „Az Ezeregyéjszaka virágai” című filmjét. Az épületek leromlott állapota miatt a helyszín a jemeni kormány kérésére felkerült a veszélyeztetett világörökségi helyszínek listájára. |                             |

| | Sába királyságának emlékei, Marab |
| 2023 |                                   |
| A veszélyeztetett világörökségi helyszínek listájára került: 2023 |                                   |
| Kulturális (III)(IV) |                                   |
| Védett terület: 375,29 ha, puffer zóna: 25 967,6 ha, hivatkozás: 1700 |                                   |
| Sába királyságának emlékei a dél-arábiai térség történelmének i. e. 1. évezrede és az iszlám i. sz. 630 körüli megérkezése közötti időszakból származnak. Ezalatt jemeni királyságok szerveződtek a száraz és kedvezőtlen életfeltételeket kínáló területen, amelyek az Arábiát a mediterrán térséggel összekötő Tömjénút közelsége miatt a virágkorukat élték az i. e. 8. század és az i. sz. 3. század között. A helyszín hét régészeti lelőhelyből áll, a királyság gazdasági ereje a két város, a templomok és a kiterjedt öntözőrendszerek maradványai alapján nyilvánvaló. A királyság adminisztratív, kulturális és gazdasági központja a fallal körülvett Marab volt, míg a kutatók egy tőle negyven kilométerre fekvő másik települést katonai központként azonosítottak. Öntözőrendszereik felépítése magas technikai tudásról tanúskodik, segítségükkel oázisokat hoztak létre a sivatagi környezetben. A műemlékegyüttes rendkívül sérülékeny, az országban uralkodó háborús állapotok miatt a világörökségi listára kerüléssel egy időben a veszélyeztetett világörökségi helyszínek listájára is felkerült. |                                   |

## Jeruzsálem
| | Jeruzsálem óvárosa |
| 1981 |                    |
| Veszélyeztetett világörökségi helyszínek listájára került: 1982 |                    |
| Kulturális (II)(III)(VI) |                    |
| Hivatkozás: 148 |                    |
| Jeruzsálem három nagy világvallás, a kereszténység, a judaizmus és az iszlám szent városa. Több száz műemléke között mindhárom vallási közösség számára fontos helyszínek találhatók, a zsidóságnak a Templomhegy és a Siratófal, a keresztényeknek a Szent Sír-templom, a muszlimoknak pedig a Sziklamecset és az Al-Aksza-mecset. A hagyomány szerint az Első Templomot Salamon király idejében építették az i. e. 10. században, majd az i. e. 6. században a babilóniaiak lerombolták. I. e. 525-ben elkészült a Második Templom , amit az i. e. 1. században Nagy Heródes kibővíttetett, a bővítés része volt a ma is látható Siratófal. Ezt a templomot a rómaiak rombolták le az i. sz. 1. században. A 4. századtól a város keresztény fennhatóság alá került és a 335-ben elkészült a Jézus sírjának helyét jelölő Szent Sír-templom. Az arabok 638-ban elfoglalták Jeruzsálemet ezután emelték (a 7. század végén) a Sziklamecsetet és a 8. század elején az Al-Aksza- mecsetet. 969-ben a Fátimida dinasztia került hatalomra és ekkor lepusztították a zsinagógákat és a keresztény templomokat. 1099-ben keresztesek foglalták el, ezután újjáépítették a Szent Sír-templomot. 1187-ben muszlimok uralma alá került és a 17. századig török fennhatóság alatt állt. Jeruzsálemben a 13. század óta egyre több zsidó élt, akik az évszázadok során egyre nagyobb szerepet játszottak a város életében míg végül 1980-ban hivatalosan is Izrael fővárosa lett. |                    |

## Kenya
| | Turkana-tó Nemzeti Park |
| 1997, kiterjesztés: 2001 |                         |
| Veszélyeztetett világörökségi helyszínek listájára került: 2018 |                         |
| Természeti (VIII)(X) |                         |
| Védett terület:161 485 ha, hivatkozás: 801 |                         |
| A Turkana-tó Nemzeti Park Kenya északnyugati részén a szudáni és az etiópiai határ közelében helyezkedik el. A tavat jobbára félsivatagos fennsík övezi, amelynek szélén vulkánok emelkednek. A helyszín három nemzeti park összessége, ezek Sibiloi, a Central Island és a South Island nemzeti parkok. A Sibiloi Nemzeti Park 1500 négyzetkilométer kiterjedésű, oroszlánok, zebrák, antilopok, gazellák, valamint gázló- és vándormadarak élőhelye. A park területén egy körülbelül hétmillió éves megkövesedett erdő maradványait is feltárták. A tó Afrika legsósabb tava, a közepén emelkedik az 5 négyzetkilométeres vulkanikus szikla, a Central Island, ami vízimadarak kedvelt fészkelőhelye. A tőle délre elterülő South Island Nemzeti Park jelentős víziló-populációjáról nevezetes. A tó partján, Koobi Fora térségében jelentős régészeti leleteket tártak fel az ember korai fejlődésének korából, köztük Australopithecus, Homo habilis, Homo erectus és Homo sapiens maradványokat. A tó körzetében megközelítőleg 350 madárfajt figyeltek meg, köztük flamingó kolóniákat. Egy Etiópiában tervezett gát veszélyezteti a térség ökológiai egyensúlyát, ezért a helyszín felkerült a veszélyeztetett világörökségi helyszínek listájára. |                         |

## Kongói Demokratikus Köztársaság
| | Virunga Nemzeti Park |
| 1979 |                      |
| Veszélyeztetett világörökségi helyszínek listájára került: 1994 |                      |
| Természeti (VII)(VIII)(X) |                      |
| Védett terület: 800 000 ha, hivatkozás: 63 |                      |
| A több bioföldrajzi terület határán fekvő Virunga Nemzeti Park 8000 négyzetkilométer kiterjedésű. Az ugandai és ruandai határ közelében létesített park Kongó északkeleti részén terül el és itt található az ország legcsapadékosabb és legszárazabb övezete is. Változatos domborzata sokszínű élettér, köztük mocsár, szavanna, hómező (a Ruwenzori-hegység magassága eléri az 5000 métert), láva borította síkság és vulkánok oldalát borító erdők kialakulását tette lehetővé. A parkot mintegy kétszáz emlősfaj népesíti be, köztük elefántok, vízilovak, párducok, okapik, antilopfajok, kafferbivalyok, varacskos disznó, csimpánzok és gorillák. A park ezen kívül a Szibériából és Európából érkező vándormadarak telelőhelye is. A védett terület leghíresebb lakója a kihalással fenyegetett hegyi gorilla, aminek itt található az egyik utolsó menedéke. A populációt 2011-ben hétszáz példányra becsülték, ennek fele élt a parkban. A területen hőforrások is működnek, a Virunga-hegység egyes tűzhányói még ma is aktívak. Az utolsó háborúig a folyókban élő vízilovak száma elérte a húszezret. A nemzeti park a Kongóban uralkodó polgárháborús állapotok miatt 1994-ben felkerült a veszélyeztetett világörökségeket tartalmazó listára. |                      |

| | Garamba Nemzeti Park |
| 1980 |                      |
| Veszélyeztetett világörökségi helyszínek listájára került: 1984 – 1992, 1996 – jelenleg is |                      |
| Természeti (VII)(X) |                      |
| Védett terület: 500 000 ha, hivatkozás: 136 |                      |
| A Nílus és Kongó folyók közötti vízválasztónál található 5000 négyzetkilométeres területet már 1938-ban nemzeti parkká nyilvánították. Az ország északkeleti részében, a szudáni határ mentén kialakított parkot embermagasságú fű borítja. A dombos fennsíkon fekvő nehezen megközelíthető természetvédelmi területet kifejezetten zsiráfok, valamint a szélesszájú orrszarvú északi alfaja a fehér orrszarvú védelmére hozták létre. A jókora mocsaras mélyedésekkel tarkított parkban több, mint negyven emlősfaj él, köztük nagy példányszámban vízilovak és elefántok. A fehér orrszarvúnak ez az utolsó életképes populációja, és a kongói zsiráf is csak itt él természetes környezetében. A fehér orrszarvú egyébként is kis létszámú csoportja a háború és az orvvadászat miatt még jobban megfogyatkozott és az alfaj a kihalás szélére került. |                      |

| | Kahuzi-Biéga Nemzeti Park |
| 1980 |                           |
| Veszélyeztetett világörökségi helyszínek listájára került:1997 |                           |
| Természeti (X) |                           |
| Védett terület: 600 000 ha, hivatkozás: 137 |                           |
| Az ország keleti részén fekvő erdővel borított nemzeti parkot a keleti síkvidéki gorillák védelmére hozták létre. A parkban két kihunyt tűzhányó a Kahuzi és a Biega található. A park kisebb, keleti része a Mitumba-hegységet érinti, nagyobbik, nyugati része a Kongó-medencében fekszik. A nyugati rész esőerdő borítja, de a parkban 1200 – 1500 méteren mérsékelt égövi erdő is található. A 200 – 300 egyedre becsült gorilla-populáció kis csoportokban él az erdőben 2100 és 2400 méter tengerszint feletti magasságban. Összes egyedszámuk pár ezerre csökkent. A változatos növényvilágnak köszönhetően a park más főemlősöknek és emlősöknek is menedéket nyújt. Közülük a legfontosabbak a kelet-afrikai csimpánzok, valamint cerkófok, karcsúmajmok, elefántok, őserdei óriás disznók, antilopok, párducok és bivalyok. |                           |

| | Okapi Vadrezervátum |
| 1996 |                     |
| Veszélyeztetett világörökségi helyszínek listájára került: 1999 |                     |
| Természeti (X)()() |                     |
| Védett terület: 1 372 625 ha, hivatkozás: 718 |                     |
| Az 1992-ben védett területté nyilvánított 14000 négyzetkilométeres Okapi Vadrezervátum az ország északkeleti részén fekvő Ituri-esőerdő mintegy ötödét teszi ki. A Kongó-folyó medencéjében, Afrika egyik legnagyobb vízgyűjtő területén található rezervátum az 1890-ben felfedezett csíkos lábú, növényevő patás állatról, az okapiról híres, amelyről nevét kapta. Az okapik természetes környezetükben csak a kongói esőerdőkben fordulnak elő. Összes vadon élő egyedszámukat harmincezerre becsülik, közülük megközelítőleg ötezer példány él a rezervátum területén, amely több más veszélyeztetett főemlősnek és madárfajnak is menedéket nyújt. A rezervátumban hagyományos nomád életmódot folytató pigmeus csoportok élnek, akik kitűnően ismerik és hasznosítják az erdő erőforrásait. Élelmüket vadászattal és gyűjtögetéssel biztosítják, hálóval és íj segítségével vadásznak, valamint rovarokat, gombákat, gyümölcsöket, növényeket és mézet gyűjtenek. |                     |

## Közép-afrikai Köztársaság
| | Manovo-Gounda St. Floris Nemzeti Park |
| 1988 |                                       |
| Veszélyeztetett világörökségi helyszínek listájára került: 1997 |                                       |
| Természeti (IX)(X) |                                       |
| Védett terület: 1 740 000 ha, hivatkozás: 475 |                                       |
| Az ország északi vidékén elterülő 1 740 000 hektáros természetvédelmi terület egy részét már 1933-ban nemzeti parkká nyilvánították. Jelentőségét gazdag növény- és állatvilága adja, különösen a vízimadarak és a nagy testű állatok. A park az élőhelyek szempontjából három részre osztható, az északon elterülő füves síkságokra, amelyek az esős évszakban víz alá kerülnek, a középső, szavannával borított sávra, délen pedig a homokkőből álló hegyekre. A szavannás területen fekete orrszarvúk, afrikai elefántok, gepárdok, leopárdok, hiénakutyák, vörös homlokú gazellák és kafferbivalyok élnek. A parkban 320 madárfajt azonosítottak, ezek között 25 ragadozó, például a lármás rétisas. Az északi állóvizeknél sok költöző madár talál pihenőhelyet vagy átmeneti lakhelyet. Itt egy körülbelül 2000 négyzetkilométeres területen marabuk, fehér pelikánok, gólyák osztoznak vízilovakkal, zsiráfokkal és főemlősökkel. A parkban az erőfeszítések ellenére a többi állat mellett orvvadászat áldozatául esnek a fokozottan védett orrszarvúk és erdei elefántok is, az 1990 években a vadállomány négyötödével csökkent. Az állatokra ezen kívül veszélyt jelent élőhelyük nagyságának csökkenése is, mivel a park egyre nagyobb területét használják fel haszonállatok legeltetésére.A védett területen folytatott legeltetés és orvvadászat miatt a Manovo-Gounda St. Floris Nemzeti Park helyszín 1997-ben felkerült a veszélyeztetett világörökségi helyszínek listájára. |                                       |

## Libanon
| | Rachid Karami nemzetközi vásár |
| 2023 |                                |
| A veszélyeztetett világörökségi helyszínek listájára került: 2023 |                                |
| Kulturális (II)(IV) |                                |
| Védett terület: 72 ha, hivatkozás: 1702 |                                |
| A vásárközpont Libanon második legnagyobb városában, Tripoliban épült fel 1975-ig Oscar Niemeyer 1962 és 1967 között készült tervei alapján. Központi eleme egy hosszúkás kiállítótér, a Nagy baldachin ahol a külföldi kiállítók szabadon felépíthették pavilonjaikat. A vásárterület bejárata a keleti végén kapott helyet, itt egy széles rámpa vezet fel egy csarnokhoz, ahonnan az egész terület áttekinthető. Az úgynevezett brazil trópusi kertben egy sor oktatási, szabadidős és kulturális létesítményt alakítottak ki, ezeket medencék és járdák kötik össze. A vásártér északi részén egy rámpán megközelíthető külső színházat építettek. A színháznál álló monumentális boltív a modernitás jelképe és egyben Tripoli város egyik szimbóluma is. Az épületek eredeti formájukban maradtak meg, de elhagyatottan állnak és nem végeznek rajtuk karbantartási munkákat sem. Az épületekre a legnagyobb veszélyt a statikai problémák jelentik, ezeket a tartóelemek korróziója és a beton öregedése okozza. A helyszín a normál listával egy időben felkerült a veszélyeztetett helyszínek listájára is. |                                |

## Líbia
| | Leptis Magna régészeti helyszíne |
| 1982 |                                  |
| A veszélyeztetett világörökségi helyszínek listájára került: 2016 |                                  |
| Kulturális (I)(II)(III) |                                  |
| Védett terület: 387,5 ha, hivatkozás: 183 |                                  |
| Leptis Magna Szabráta és Oia mellett ahhoz a három városhoz tartozott, amelyeket a föníciaiak alapítottak a térségben. A település a sivatagi törzsek ismétlődő támadásai ellenére fontos kereskedelmi központ volt, lakosainak száma a harmadik pun háború idején 15000 fő körül lehetett. Az i. e. 1. században a Római Birodalom része lett. Fénykorát a i. sz. 2. században, az innen származó Septimius Severus idejében élte. Uralkodása alatt bővítették a kikötőt, új császári fórumot építettek, és a város hőforrásait oszlopos sugárúttal kötötték össze. Leptis Magna a birodalom egyik legszebb városa volt, egyben a Severus-kor várostervezésének egyik kiemelkedő példája. Hanyatlása a 4. században kezdődött, amikor folyamatosan fosztogatták, majd az arab inváziók miatt teljesen elvesztette jelentőségét és elnéptelenedett. A tervszerű ásatásokat az 1920-as években kezdték meg. A romváros legfontosabb mai is látható részei a fórum, a Severus diadalív, a „régi fórum” Roma, és Augustus templomával, a piac, egy Augustus korabeli színház, a kereskedők negyede és a Hadrianus korabeli fürdők. |                                  |

| | Szabrátha régészeti helyszíne |
| 1982 |                               |
| A veszélyeztetett világörökségi helyszínek listájára került: 2016 |                               |
| Kulturális (III) |                               |
| Védett terület: 90,5 ha, hivatkozás: 184 |                               |
| Szabrátha kereskedővárosa a Szaharán áthaladó útvonalak egyik kezdő és végpontja volt, Leptis Magna és Oia mellett egyike a föníciaiak által alapított három városnak. Karthágó elpusztítása után Masszinissza numidiai király fennhatósága alá került, majd a Római Birodalom része lett és gyors fejlődésnek indult. Mai is látható épületeinek jelentős részét a 2. és a 3. században emelték. A korai keresztény időkben püspöki székhely lett. Hanyatlása a 4. században kezdődött, amikor földrengések és vandál támadások miatt súlyos károkat szenvedett. A 6. században bizánci a 7. századtól a 16. századig arab ezután oszmán fennhatóság alá került. Legismertebb épületei a színház, az oszlopsoros fórum, a Capitolium, Szerápisz-,a Herkules-, az Ízisz- a Jupiter-, és az Antonius-templom, az 1. században épült bazilika, a tengerparton álló, Justinianus korában emelt mozaikpadlós bizánci templom, valamint fürdők és közkutak. Az 5000 férőhelyes színházat Commodus császár uralkodása alatt építették, legjobb állapotban megmaradt része a színpad mögött látható több emelet magas díszes fal, amelyet egymást részben fedő márványoszlopokkal osztottak három részre. |                               |

| | Küréné régészeti helyszíne |
| 1982 |                            |
| A veszélyeztetett világörökségi helyszínek listájára került: 2016 |                            |
| Kulturális (II)(III)(VI) |                            |
| Védett terület: 131,7 ha, hivatkozás: 190 |                            |
| A várost az Égei-tengerben fekvő Théra (mai nevén Szantorini) sziget lakosai népesítették be. Théra gyarmataként Küréné a hellenisztikus világ egyik legfontosabb városává fejlődött. Nagy Sándor halála után az akkor Kürénaika nevet viselő település a Ptolemaiosz-dinasztia kezére került, majd i. e. 74-ben a Római Birodalomhoz csatolták. Egyik virágkorát Augustus császár alatt élte, azonban Traianus uralkodása alatt 117-ben hadserege levert egy lázadást. A város befolyását egészen 365-ig meg tudta őrizni, utána viszont gyors hanyatlásnak indult és hamarosan elnéptelenedett. A területen három épületegyüttes található az i. e. 4. századi Apollón-szentély, az Akropolisz és az Agóra, valamint az ókor egyik legkiterjedtebb és legváltozatosabb nekropolisza. A többi fennmaradt épület az i. e. 5. században emelt Zeusz-templom, az i. e. 6. századi Artemisz-templom, a görög színház, amit Hadrianus idejében amfiteátrummá alakítottak, az Agóra mellett álló Démétér-szentély, az Odeon, és a fórum. Ezenkívül a déli kapu közelében látható a római színház és a mozaikokkal díszített kora keresztény bazilika. |                            |

| | Az Akkakusz-hegység sziklarajzai |
| 1985 |                                  |
| A veszélyeztetett világörökségi helyszínek listájára került: 2016 |                                  |
| Kulturális (III) |                                  |
| Védett terület: 3923,9 ha, hivatkozás: 287 |                                  |
| A Líbia délnyugati részén fekvő sziklás Akkakusz-hegységben több ezer sziklarajzot azonosítottak, amelyek közül a legrégebbi i. e. 12000 körül a legújabb i. e. 100 körül készülhetett. A rajzok a terület növény- és állatvilágában bekövetkezett változásokról és az itt élő népek szokásairól tanúskodnak. A korábbi rajzokból kiderül, hogy akkor a terület sokkal csapadékosabb volt a mainál, erre bizonyíték, hogy többek között nagy testű állatokat, elefántokat és orrszarvúakat jelenítenek meg. Az i. e. 8000 körül készült ábrázolások különféle vallási tevékenységre utalnak. Az i. e. 4000 körülre datálható rajzokon háziasított szarvasmarhák és birkák tűnnek fel pásztoraikkal. A későbbi képeken egyiptomi hatás ismerhető fel, és i. e. 1500 körül készülhettek azok a rajzok, amelyeken már megjelenik a háziasított ló is. Ekkor a térségben már sokkal szárazabb volt a klíma. A legújabb képeken (i. e. 100 k.) tevék láthatóak, ez arra utal, hogy ekkor már sivatagi körülmények uralkodtak. A sziklarajzokon kívül a környék különleges természeti formái a homokkőből kiemelkedő sziklatornyok, a homokdűnék és a régebbi folyók által kialakított hasadékok. |                                  |

| | Gadámesz óvárosa |
| 1986 |                  |
| A veszélyeztetett világörökségi helyszínek listájára került: 2016 |                  |
| Kulturális (V) |                  |
| Védett terület: 38,4 ha, hivatkozás: 362 |                  |
| A Líbia, Tunézia és Algéria hármas határánál fekvő Ghadamest, az ókori Chydamust a rómaiak építették helyőrségi városnak. A bizánci korban püspöki székhely volt, az arabok a 8. században foglalták el. A település fontos kereskedelmi csomópont volt, kiterjedt kapcsolatokkal Timbuktuval valamint a marokkói partvidékkel. Az itt megpihenő karavánok többek között gyapotot, cukrot, rabszolgákat, aranyat, bőrt és elefántcsontot szállítottak. Jelenleg egy pálmaliget mellett fekvő kis oázisváros, egyike a Szahara legrégebbi településeiknek. A város szorosan egymás mellett elhelyezkedő vályogtégla házak csoportjából áll. A lakóházak belső elrendezésére a vízszintes elosztás jellemző, a földszintet raktárként használták, a fedett sikátorok fölött kialakított következő szinten élt a család, az épületek tetején pedig nyitott teraszokat építettek a nők számára. Az egymás mellett álló házakon összefüggő teraszrendszerek alakultak ki. A település szélén álló házak külső, megerősített falai egyben városfalként is funkcionáltak. |                  |

## Madagaszkár
| | Atsinanana esőerdői |
| 2007 |                     |
| A veszélyeztetett világörökségi helyszínek listájára került: 2010 |                     |
| Természeti (IX)(X) |                     |
| Védett terület: 479 660,7 ha, hivatkozás: 1257 |                     |
| A világörökségi helyszín hat, a sziget keleti részén elterülő nemzeti parkot egyesít. Az összesen mintegy 5500 négyzetkilométeres védett területhez a Marojejy, a Masoala, a Zahamena, a Ranomafana, az Andringtra és a Andohahela Nemzeti Park tartozik. A parkokban található hagyományos esőerdőkben zajló ökológiai folyamatok fontos szerepet játszanak az sziget biológiai sokféleségének megőrzésében. Madagaszkár több mint 60 millió évvel ezelőtt szakadt el a szárazföldtől, így növény és állatvilága elszigetelten fejlődött tovább. Ennek következménye új állat- és növényfajok kialakulása, valamint ősi fajok fennmaradása. Az ország élen jár a fajgazdagság tekintetében, területén körülbelül 12 000 endemikus növényfaj és világviszonylatban is jelentős vadállomány, főleg főemlős él. Legismertebbek közülük a lemurok. Az itt élő fajok jelentős része (főleg a főemlősök és a makimajmok) veszélyeztetett, életterük leszűkült, az eredeti esőerdőnek mára csak 8,5%-a maradt meg. A hat nemzeti park nem alkot összefüggő területet, azonban egyes parkokat erdősávok kötnek össze egymással, amelyeket viszont nem helyeztek védelem alá. Az illegális fakitermelés és orvvadászat miatt a helyszín felkerült a veszélyeztetett világörökségi helyszínek listájára. |                     |

## Mali
| | Dzsenné óvárosa |
| 1988 |                 |
| A veszélyeztetett világörökségi helyszínek listájára került: 2016 |                 |
| Kulturális (III)(IV) |                 |
| Hivatkozás: 116 |                 |
| A Niger folyó és egyik fő mellékfolyója a Bani között elhelyezkedő Dzsenné a torkolatvidéken élt iszlám előtti civilizációk egyik tanúja. A körülbelül i. e. 250 óta lakott település évszázadokon át szoros kereskedelmi kapcsolatban állt a vízi úton megközelíthető Timbuktuval, valamint a Szaharán keresztül folytatott gyapot, arany és rabszolga-kereskedelem egyik központja volt. A 15. században a Szongai Birodalom fennhatósága alá került, de ekkor is megőrizte befolyását és ezután is fejlődni tudott. A 15. és a 16. században fontos szerepet játszott a muszlim vallás terjesztésében. A település hagyományos házaiból mintegy kétezer ma is áll, ezeket alacsony dombokra építették, hogy védekezzenek a folyó áradásaitól. Dzsenné építészete marokkói hatásokat mutat, fő jellegzetessége a függőleges irányban való terjeszkedés. A települést több mint 2 kilométer hosszú agyagfallal vették körbe amelyet lőréses oromzatokkal és kapukkal tagoltak. A régebbi kerületekben 16-19. századi lapos tetejű kereskedő- és kézművesházak állnak. A híres nagymecsetet, ami a széles sugárúttal kettéválasztott város emblematikus építménye, a 19. században lebontották, de a 20. század elején hagyományos szudáni Száhel vályogtégla-stílusban újjáépítették. |                 |

| | Timbuktu |
| 1988 |          |
| A veszélyeztetett világörökségi helyszínek listájára került: 2012 |          |
| Kulturális (II)(IV)(V) |          |
| Hivatkozás: 119 |          |
| A Szahara déli peremén elhelyezkedő, a híres iszlám Szankoré Egyetemnek otthont adó Timbuktu a Mali Birodalom 1330-körül kezdődő virágkorában Nyugat-Afrika egyik vezető kereskedelmi és kulturális központja volt. A hagyomány szerint az 5. században alapította egy tuareg csoport, akik egy átmeneti táborhelyet hoztak létre a területen. 1468 után a Szongai Birodalom, 1591-től marokkói fennhatósága alá került, később tuaregek lakták, majd 1984-ben franciák szállták meg. A városba Afrika különböző részéből érkeztek tudósok, számos iskolájában a becslések szerint 25 000 diák is tanulhatott. A városképet tömbszerű agyagépületek határozzák meg. A világörökségi helyszínhez három mecset, tizenhat mauzóleum, illetve temető tartozik. A három nagy mecset, a Djingareyben, a Szankoré és a Szidi Jahia a város történetének lenyűgöző emlékei, közülük is kiemelkedik a csaknem teljesen agyagból épült Djingareyben-mecset. A Szidi Jahia-mecset a térség legkisebb vallásos jellegű épülete. A középkori egyetem a város északi részén helyezkedik el, a szintén ebben a városrészben álló Szankoré-mecset jellegzetességei a piramis alakú, agyagból és fából emelt minaretjei. |          |

| | Aszkia síremléke |
| 2004 |                  |
| A veszélyeztetett világörökségi helyszínek listájára került: 2012 |                  |
| Kulturális (II)(III)(IV) |                  |
| Védett terület: 4,24 ha, puffer zóna: 82,7 ha, hivatkozás: 1139 |                  |
| Aszkia 17 méter magas, piramis szerkezetű sírját 1495-ben Aszkia Muhammad szongai uralkodó részére építették Mali északkeleti részén, a birodalom fővárosában, Gaóban. A településen ez az egyetlen fennmaradt emlék a Szongai Birodalom korából, ami kisebb megszakításokkal a 7. századtól a 16. századig állt fenn. A sír építtetője az Aszkia-dinasztia megalapítója, Aszkia Muhammad eredetileg az 1464-től 1492-ig uralkodó Szunni Ali hadvezére volt, akinek halála után Aszkia Muhammad magához ragadta a hatalmat. Aszkia az uralkodása alatt államvallássá tette az iszlámot. A birodalom a 15. és a 16. században élte virágkorát, ekkor a Marokkóval, Arábiával, Indiával és Kínával folytatott kereskedelem hasznából jelentős vagyonokat halmoztak fel. A sír a Száhel-övezetre jellemző agyagépítészet egyik kiemelkedő példája. Piramis alakja az egyiptomi piramisokat utánozza. A hagyomány szerint az uralkodó járt Egyiptomban, ahol lenyűgözték az ókorban emelt piramisok, ezért készíttetett magának is hasonló alakú síremléket. |                  |

## Mexikó
| | A Kaliforniai-öböl szigetei és védett területei |
| 2005, kisebb módosítás: 2007, 2011 |                                                 |
| Veszélyeztetett világörökségi helyszínek listájára került: 2019 |                                                 |
| Természeti (VII)(IX)(X) |                                                 |
| Védett terület: 688 558 ha, puffer zóna: 1 213 477 ha, hivatkozás: 1182 |                                                 |
| Az északnyugat-mexikói helyszín 244 szigetet, sziklaszirtet és partszakaszt foglal magába melyek összterülete körülbelül 18 000 négyzetkilométer, a fennmaradó része tengerfelszín. Összességében kilenc természetvédelmi területből, nemzeti parkból és bioszféra rezervátumból áll. Az öblöt és szigeteit az evolúció egyik természetes laboratóriumának tartják. A tájat erősen tagolt szigetek, magas sziklák és homokos partok jellemzik, gazdag növény és állatvilága mellett tudományos értékét főleg az adja, hogy majdnem minden jelentős oceanográfiai jelenség tanulmányozható a területen. A védett övezetekben eddig 695 edényes növényfajt azonosítottak, és kivételesen magas a halfajok száma is, 891, amelyek közül kilencven endemikus faj. A tengeri emlősfajok 39%-át és a bálnafélék egyharmadát is megfigyelték már az öbölben. Az itt dokumentált madárfajok száma kétszáz, ezek húsz rendhez tartoznak. Az emlősöket harminc faj képviseli, valamint a tengeri teknősök hét fajából öt megtalálható itt. A tengeri élet sokfélesége és tiszta vize miatt az öböl népszerű búvárhely is. A területen az illegális halászat miatt lecsökkent a kaliforniai disznódelfinek egyedszáma, ezért a helyszín felkerült a veszélyeztetett világörökségi helyszínek listájára. |                                                 |

## Mikronézia
| | Nan Madol |
| 2016 |           |
| A veszélyeztetett világörökségi helyszínek listájára került: 2016 |           |
| Kulturális (I)(III)(IV)(VI) |           |
| Védett terület: 76,7 ha, puffer zóna: 664 ha, hivatkozás: 1503 |           |
| A Pohnpei partjainál található több mint száz mesterséges kis szigeten emelkedő Nan Madol megalitikus, bazalt kőépítmények összessége amely a Saudeleur-dinasztia szertartásközpontjának maradványa. Az épületegyüttes palotákból, templomokból, temetkezési helyekből és lakóépületekből állt. A csendes-óceáni szigetnek ez a kultúrája i. sz. 1200 és 1500 között virágzott. A hatalmas méretek, a magas szintű technikai kivitelezés egy összetett és szervezett társadalomra utal, amely körülbelül ezer évvel ezelőtt indult fejlődésnek a szigetek fokozottabb benépesülésével és a mezőgazdaság fejlődésével. A falakhoz felhasznált bazalt tömböket nem helyben bányászták hanem a sziget egy távolabbi kőfejtőjéből szállították oda. A szertartásközpontot 1820-körül elhagyták azóta nem történtek rekonstrukciós munkák és átalakítások sem az épületeken, azonban veszélyt jelentenek rá a trópusi viharok, a gyorsan növő trópusi növények és az omlások. Az építmények jelenlegi, romos állapota és a veszélyeztető tényezők miatt a helyszín felkerült a veszélyeztetett világörökségi helyszínek listájára is. |           |

## Niger
| | Aïr és Ténéré Természeti Rezervátumok |
| 1991 |                                       |
| A veszélyeztetett világörökségi helyszínek listájára került: 1992 |                                       |
| Természeti (VII)(IX)(X) |                                       |
| Védett terület: 7 736 000 ha, hivatkozás: 573 |                                       |
| A természeti rezervátum 77 000 négyzetkilométeren fekszik az ország északnyugati részén, ez Afrika második legnagyobb védelem alá vont területe. Hozzá tartozik a 400 kilométer hosszan elnyúló Aïr-hegység és kelet felé a Ténéré-sivatag, egy kavicsos, homokos síkság, ami fokozatosan homokdűnékbe olvad. A térség rendkívül száraz, előfordul, hogy évekig nem esik eső és szélsőséges a hőmérséklet ingadozás is. Az Aïr-hegység vulkanikus eredetű, egy sziklával borított masszívum, amelynek kristályos síksága középen 700 méter magasra emelkedik. A hegység legmagasabb pontja a 2310 méteres Grébuon-hegy. A hegység a rezervátum központja, amely a száheli régió állat- és növényvilágának ad otthont. Déli oldala az átlagnál csapadékosabb ezért délnyugati lejtői füves préri borítja. Ahol a földalatti vizek hozzáférhetőek pálmafák és akáccserjék élnek, a magasabban fekvő területeken pedig az olajfák és a ciprusok is megmaradnak. A rezervátumban fontos haszonnövények (olajfa, köles és cirok) vad változatai is élnek. A hely jellegzetes állatai az aïri muflonok, a vadszamarak és a sivatagi rókák. A terület már 9000 évvel ezelőtt is lakott volt, amit a hegylánc északi részén talált sziklavésetek bizonyítanak. A legkorábbi rajzok i. e. 7000-re datálhatók, míg a legkésőbbiek i. e. 3000 körül készültek. A vésetek háziállatokat ábrázolnak és a mainál nedvesebb éghajlatról tanúskodnak. A térségben uralkodó zavaros politikai helyzet miatt a helyszín felkerült a veszélyeztetett világörökségi helyszínek listájára. |                                       |

## Palesztina
| | Battir kultúrtáj |
| 2014 |                  |
| A veszélyeztetett világörökségi helyszínek listájára került: 2014 |                  |
| Kulturális (IV)(V) |                  |
| Védett terület: 348,83 ha, puffer zóna: 623,88 ha, hivatkozás: 1492 |                  |
| A Battir kultúrtáj Jeruzsálemtől néhány kilométerre délnyugati irányban helyezkedik el Náblusz és Hebron között. Megművelt völgyek, úgynevezett widianok együtteséből áll. A völgyekben a termőterület maximális kihasználása érdekében kőfalakkal megtámasztott teraszokat alakítottak ki. A teraszok egy részét öntözik, ezeken zöldséget és gyümölcsöket termesztenek, az öntözetlenül hagyott részekre szőlőt és olajfákat ültettek. A helyszínen a teraszos földművelést fejlett öntözőrendszer tette lehetővé, amelyet nem a csapadék, hanem föld alól előtörő vízforrások táplálnak. Az öntözőrendszerbe kerülő vizet a hagyományoknak megfelelően osztják szét a közeli Battir település lakosai között. A helyszín Palesztina kérésére került fel a listára, ezzel egy időben a veszélyeztetett helyszínek listájára is, hogy a zavaros politikai viszonyok miatt károsodott területet megkíméljék a további rombolástól. |                  |

| | Hebron óvárosa |
| 2017 |                |
| A veszélyeztetett világörökségi helyszínek listájára került: 2017 |                |
| Kulturális (II)(IV)(VI) |                |
| Védett terület: 20,6 ha, puffer zóna: 152,2 ha, hivatkozás: 1565 |                |
| Hebron Ciszjordánia legnagyobb városa, a korábban Palesztínából, Jordániából, Egyiptomból és Arab-félszigetről induló karavánok egyik fontos találkozási pontjánál fekszik. A település legfontosabb műemléke a Pátriárkák barlangja amelyet az i. sz. 1. században emeltek Ábrahám pátriárka és családja sírja fölé. A hely később három világvallás, a kereszténység, a zsidó vallás és az iszlám zarándokhelyévé vált. A város képét a 13. század közepe és a 16. század eleje között a helyi mészkőből emelt épületek határozták meg. 1517-től egészen 1917-ig oszmán fennhatóság alatt állt, ezalatt újabb városrészekkel bővült és a központban számos épületet újabb emeletekkel egészítettek ki. Ennek ellenére az óváros megőrizte korábbi, mameluk építészetre jellemző vonásait, a városrészek közötti hierarchiával, a különböző vallású, származású lakosok, valamint az egyforma tevékenységet űzők elkülönült városrészeivel. |                |

| | Szent Hilárion-kolostor |
| 2024 |                         |
| A veszélyeztetett világörökségi helyszínek listájára került: 2024                                         |                         |
| Kulturális (II) (III) (VI)                                                                                |                         |
| Védett terület: 1,33 ha, puffer zóna: 7,32 ha, hivatkozás: 1749                                           |                         |
| A Gázai Szent Hilárion által a 4. században alapított kolostor az első szerzetesi közösség a Szentföldön. |                         |

## Panama
| | Portobelo – San Lorenzo |
| 1980 |                         |
| A veszélyeztetett világörökségi helyszínek listájára került: 2012 |                         |
| Kulturális (I)(IV) |                         |
| Hivatkozás: 135 |                         |
| A Panama Karib-tengeri partjánál álló a 17. és a 18. században épült erődítményrendszer a spanyol gyarmati építészet egyik jelentős példája. Az erődökkel Portobelót és San Lorenzót védték az ismétlődő kalóztámadások ellen. Portobelót 1597-ben alapították és hamarosan a Spanyolország és Latin-Amerika közötti áruszállítás fő csomópontja lett. A 30 kilométerrel feljebb található San Lorenzo a szárazföld belseje felé irányuló forgalom egyik központjává fejlődött. A Portobelónál emelt erődök, várak és laktanyák a tengeröböl körül alkotnak védelmi rendszert, az öböl ugyanis létfontosságú volt a földnyelvre való bejutás és az Európával folytatott kereskedelem számára. San Lorenző erődjei a Charges folyó torkolatát védelmezték. Az erődrendszert a támadások után háromszor kellett újjáépíteni 1688-ban, 1739-ben és 1761-ben. Később, amikor a kereskedelmi útvonalak súlypontja máshova helyeződött át a támadások abbamaradtak. Az erődrendszer jelenleg romos állapotban van. 2012-ben az állagmegóvás hiánya és a város terjeszkedése miatt a helyszín felkerült a veszélyeztetett világörökségi helyszínek listájára. |                         |

## Peru
| | Chan Chan régészeti körzete |
| 1986 |                             |
| A veszélyeztetett világörökségi helyszínek listájára került: 1986 |                             |
| Kulturális (I)(III) |                             |
| Védett terület: 1 414,74 ha, hivatkozás: 366 |                             |
| Chan Chan, a Csimu királyság egykori fővárosa a prehispán Amerika legnagyobb városa egy 6 négyzetkilométeres területen fekszik a mai Trujillo közelében. A szigorú politikai és társadalmi alapokon szervezett város a 15. században élte fénykorát. Területét kilenc, magas kőfalakkal körvonalazott önálló egységre bontották, amelyeket egy vagy több tér köré szerveztek. Az épületeket szárított vályogtéglából és agyag-cement lapokból emelték. A körzetek templomokból, lakóépületekből, raktárakból, főzőhelyiségekből és szertartásokhoz használatos emelvényekből álltak. A város kikötővel, bonyolult csatornarendszerrel és vízvezetékkel is rendelkezett, valamint a közelben elhelyezkedő ipari területekkel, ahol feltételezhetően fafeldolgozással, szövéssel és nemesfém-megmunkálással foglalkoztak. A Moche folyónál öntözőrendszer alakítottak ki és termékennyé tették a ma sivatagos területet. A település alaprajza a csimu civilizáció fejlett politikai és társadalmi szerkezetét tükrözi. A vályogból készült városfalakat állatokat és geometrikus formákat ábrázoló mintákkal díszítették. A Csimu királyság pusztulását az inka hódítás okozta, ezért örömmel fogadták a spanyol hódítókat. A spanyolok 1535-ben megalapították Trujillót ennek következtében Chan Chan elvesztette jelentőségét és elnéptelenedett. A vályogépületek rossz állapota, a fosztogatások és az időjárás romboló hatása miatt a helyszín felkerült a veszélyeztetett világörökségi helyszínek listájára. |                             |

## Románia
| | Verespatak bányászati kultúrtáj |
| 2021 |                                 |
| A veszélyeztetett világörökségi helyszínek listájára került: 2021 |                                 |
| Kulturális (II)(III)(V) |                                 |
| Puffer zóna: 341,42 ha, hivatkozás: 1552 |                                 |
| Az ország nyugati részén fekvő Verespatak a római korban a birodalom egyik legjelentősebb, legkiterjedtebb felszín alatti aranybányája volt. Az Alburnus Maior néven működő, bonyolult technikai megoldásokat alkalmazó bányából i. sz. 106-tól 166 év alatt mintegy ötszáz tonna aranyat termeltek ki. Komoly mérnöki ismereteket alkalmazva körülbelül hét kilométer hosszan különféle típusú alagutakat vájtak ki. Négy helyen, ahol kiváló minőségű ércet találtak a kitermeléshez vízikerekeket is alkalmaztak. A helyszínen az importált római bányászati technológiák olyan eredményesen ötvöződtek a helyi technikákkal ami a korban egyedinek számított. A kitermelés később, a középkorban, majd egészen a modern korig folytatódott, de sokkal kisebb mértékben. A későbbi tárnák körbefonják és esetenként átvágják a román kori alagutakat. A római korból számos viasztábla maradt meg amik részletes információkkal szolgálnak a kor bányászatának demográfiai, nyelvi, szociológiai hátteréről az akkori Alburnus Maior mellett egész Dacia provinciában. A helyszín egy agrár térségben található ahol még ma is felismerhetőek azok a közösségi struktúrák, amelyek a 18. és a 20. század között a bányát fenntartották. Jelenleg egy ciánt alkalmazó technológiával működő bányát terveznek nyitni a területen, ezért a helyszín felvételének évében azonnal felkerült a veszélyeztetett világörökségi helyszínek listájára is. |                                 |

## Salamon-szigetek
| | Keleti-Rennell-korallzátony |
| 1998 |                             |
| A veszélyeztetett világörökségi helyszínek listájára került: 2013 |                             |
| Természeti (IX) |                             |
| Védett terület: 37 000 ha, hivatkozás: 854 |                             |
| Az Európában 1568 óta ismert Rennell-sziget a Salamon-szigetek láncolatának legdélebbi tagja, 200 méteres átlagos magasságával a világ legmagasabbra kiemelkedő korallzátonya. Egy felszín alatti hegyvonulatra lerakódott korallzátonyból alakult ki, ami a földmozgások során a tengerszint fölé került. A sziget 86 kilométer hosszú és 15 kilométer széles, ebből a világörökségi helyszínhez egy 370 négyzetkilométeres szárazföldi terület tartozik, valamint a parttól egy 5,6 kilométer széles tengersáv. Ez a szárazföldi rész a sziget déli harmada, beleértve a Tengano-tavat is ami a csendes-óceáni szigetek legnagyobb tava. A terület földrajzilag elszigetelt, ennek köszönhetően egyedülálló flóra és fauna fejlődött ki rajta, valamint a környező vizekben és rendkívül magas az itt előforduló őshonos fajok koncentrációja. A sziget nagy részét sűrű erdő borítja, a fák átlagos magassága eléri a 20 métert. Az erdőben ritka növények, köztük orchideafélék és csavarpálmafélék is élnek. A szigeten azonosított 11 denevérfaj közül a Rennell-szigeti repülőkutya csak itt él, a 40 madárfaj közül négy őshonos. Tengeri élővilága is változatos, a sziget körül többek között szirti cápák, tűzhalak, tengeri kígyók, rákok élnek. A térségben folytatott túlzott fakitermelés miatt a helyszín 2013-ban felkerült a veszélyeztetett világörökségi helyszínek listájára. |                             |

## Szenegál
| | Niokolo-Koba Nemzeti Park |
| 1981 |                           |
| A veszélyeztetett világörökségi helyszínek listájára került: 2007 |                           |
| Természeti (X) |                           |
| Védett terület: 913 000 ha, hivatkozás: 153 |                           |
| A nemzeti park, Nyugat-Afrika egyik legnagyobb természetvédelmi területe egy tízezer négyzetkilométeres területen fekszik, és átmenetet képez a száraz szavanna és Guinea mocsári erdőségei között. Dél felől a Gambia folyó felső szakasza határolja, amelynek két oldalán hatalmas kiterjedésű bokros és erdős vidékek terülnek el. A park északi irányban benyúlik Kelet-Szenegál száraz szavannájába. A parkban jól megfigyelhetők a szavannai ökoszisztéma működésének legfontosabb jellegzetességei. Az esős évszakban nagy kiterjedésű területek válnak lápvidékké. A változatos táj gazdag állatvilágnak ad otthont. Az itt élő több mint hetven emlősfaj között megtalálható a víziló, az elefánt, a zsiráf, a kafferbivaly, a gazella, a leopárd, az oroszlán, a gepárd, a sakál, és a hiéna, valamint a veszélyeztetett jávorantilop, a világ legnagyobb antilopfajtája. A madárfajok száma meghaladja a háromszázat, ezen kívül húsz kétéltű és számtalan gerinctelen faj él a területen. Egy tervezett vízerőmű és orvvadászat miatt 2007-ben a helyszín felkerült a veszélyeztetett világörökségi helyszínek listájára. |                           |

## Szerbia
| | Koszovó középkori műemlékei |
| 2004, kiterjesztés: 2006 |                             |
| A veszélyeztetett világörökségi helyszínek listájára került: 2006 |                             |
| Kulturális (II)(III)(IV) |                             |
| Védett terület: 2,88 ha, puffer zóna: 115,38 ha, hivatkozás: 724 |                             |
| A korábban Dečani kolostor nevű világörökségi helyszínt 2006-ban két másik kolostorral és egy templommal egészítették ki, így most a Koszovó középkori műemlékei néven ismert helyszínhez tartozik a peći és a gračanicai kolostor, valamint a ljevisai Szent Szűz-templom is. Jellegzetes falfestményeik a 13. és a 17. század között készültek. A középkori szerb művészet egyesítette a keleti bizánci és a nyugati latin elemeket. építészete a 14. században érte el csúcspontját, ennek kiemelkedő példája a század közepén épített Dečani-kolostor. A román és gótikus stílusba épített öthajós templom belsejében több mint ezer szentábrázolás maradt fenn ami a teljes bizánci ikonográfiát lefedi. Itt található az alapító Stefan Decanski, más néven III. István Uroš szerb király mauzóleuma is. A templom kincstárában mintegy hatvan a 14. és a 17. század között festett ikont és számos értékes tárgyat őriznek. A gračanicai-kolostor legfőbb nevezetessége II. István Uroš udvari festőinek Mikhael Asztrapasznak és Eutikhiosznak falképei. A peći kolostor három összetartozó templomból áll, köztük a Szent Apostolok-templomában található 13. századi freskók egyedi és monumentális stílusban készültek. A ljelsavi Szent Szűz-templom falait a 14. század elején díszítették falfestményekkel, amelyek úgynevezett Palaiologosz-reneszánsz stílusban készültek. Az épületek állagmegóvására eddig nem dolgoztak ki megfelelő terveket, ezért a helyszín felkerült a veszélyeztetett világörökségi helyszínek listájára. |                             |

## Szíria
| | Damaszkusz ősi városa |
| 1979 |                       |
| A veszélyeztetett világörökségi helyszínek listájára került: 2013 |                       |
| Kulturális (I)(II)(III)(IV)(VI) |                       |
| Védett terület: 86,12 ha, puffer zóna: 42,6 ha, hivatkozás: 20 |                       |
| Az i. e. 3. évezredben alapított Damaszkusz egyike a világ legrégebbi folyamatosan lakott városainak. A település az Egyiptomot Mezopotámiával összekötő kereskedelmi útvonal mentén fekszik. Az i. e. 14. században hol Egyiptom, hol Mitanni felügyelete alatt állt, végül a hettita befolyás alá került. Asszíria déli és nyugati terjeszkedésének idején a dél-szíriai régió egyik legerősebb asszír-ellenes központja volt, de végül mégis asszír fennhatóság alá került. I. e. 38-ban a Római Birodalomhoz csatolták. 636-ban az Omajjád kalifátus fővárosaként az arab világ része lett. A középkorban elsősorban kardokra és csipkékre szakosodott, virágzó kézműipar központja volt. A városban a történelem különböző időszakaiból 125 emlékmű maradt fenn, ezek közül a leghíresebb az egykori asszír szentély, majd a későbbi Szent János-bazilika helyére épült Omajjád-mecset és a Szent Pál életútjához köthető templomok és egyéb helyszínek. |                       |

| | Boszra ősi városa |
| 1980 |                   |
| A veszélyeztetett világörökségi helyszínek listájára került: 2013 |                   |
| Kulturális (I)(III)(VI) |                   |
| Védett terület: 116,2 ha, puffer zóna: 200,4 ha, hivatkozás: 22 |                   |
| Boszra a Római Birodalom arábiai tartományának fővárosa, később a Mekkába vezető zarándokutak egyik fontos állomása volt. Első nagyobb fellendülése az i. e. 2. században következett be, amikor a nabateusok fennhatósága alatt állt, akik innen ellenőrizték a kereskedelmi útvonalakat. A város római korszakából többek között egy diadalív maradványai, egy közkút, két tetrapülon és lakóházad romjai maradtak fenn. Leghíresebb emléke a városfalakon kívül épült, 2. századi, szinte teljes épségben megmaradt római színház. A tizenötezer nézőt is befogadni képes színházat egy a 13. században épített citadella falai veszik körül, ennek köszönhető fennmaradása. Később a városban számos korai keresztény épületet emeltek, ezek közül néhány ma is látható. A 6. század elején befejezett katedrális nagymértékben hatott a korabeli keresztény építészeti formákra. Az 1950-ben helyreállított Omar-mecset egyike a legkorábbi megmaradt iszlám épületeknek. Az iszlám építészet további fennmaradt alkotásai egy 14. századi fürdő romjai, a Mabrak-mecset, ahol a hagyomány szerint Mohamed imádkozott, egy medresze a 13. század első évtizedeiből, egy ciszterna és az Ajjúbidák korában épült Fatima-mecset. |                   |

| | Palmüra romjai |
| 1980 |                |
| A veszélyeztetett világörökségi helyszínek listájára került: 2013 |                |
| Kulturális (I)(II)(IV) |                |
| Védett terület: 1 640 ha, puffer zóna: 16 800 ha, hivatkozás: 23 |                |
| A Damaszkusz és az Eufrátesz között félúton fekvő Palmüra oázisa a 3. századig a kelet-nyugati kereskedelem és az ókor egyik legfontosabb kulturális központja volt. A ma romokban álló templomegyüttes és az oszlopsoros utcák kialakítása a perzsa hatásokkal összefonódott hellenisztikus és a római városépítészeten alapul, de a palmürai vallás és kultúra az arab sivatagi törzsek világához tartozott. Többségében megmaradt hatalmas középületeivel és lakónegyedeivel a település az ókori városépítészet egyik kiemelkedő példája. Főtengelye a hosszirányú fedett átjárókkal szegélyezett nyitott főutcát alkotó több, mint egy kilométer hosszú oszlopsor volt, ami Baál templomát kötötte össze az úgynevezett Diocletianus-táborral. Palmüra ma is látható legfontosabb részei a Baál-templom, a diadalív, az oszlopos főút, a színház, a tetrapülon, Diocletianus tábora, Nebo temploma, az arab kastély, és a temető számos toronysírral. |                |

| | Aleppó ősi városa |
| 1986 |                   |
| A veszélyeztetett világörökségi helyszínek listájára került: 2013 |                   |
| Kulturális (III)(IV) |                   |
| Védett terület: 364 ha, hivatkozás: 21 |                   |
| A Földközi-tenger térsége és a keleti kereskedelmi útvonalak egyik fontos csomópontján álló Aleppó az i. e. 3. évezredtől kezdve fejlődött és gazdagodott. A várost a részben mesterségesen létrehozott dombon álló Citadella uralja. Bár a Citadella feltehetően a 12. században épült, a dombot, ahol áll már az i. e. 3. évezredtől védelmi célokra használták. Az óvárost fallal vették körbe, ennek egyes részei ma is láthatók. Az i. e. 18. században hettita uralom alá került, majd később egyiptomi, asszír, babilóniai és perzsa hódítók követték egymást. A görög és római időkben elvesztette befolyása egy részét és csak az i. sz. 10. században virágzott fel újra. A város legfontosabb műemlékei az omajjád nagymecset, a fedett bazár, számos medresze, és romos állapotban lévő karavánszerájok. Aleppó jelenlegi arculatát az Ajjúbidák uralma alatt kapta, a források szerint a 13. században a városban több, mint 700 mecset állt. A Citadellán belül egy közfürdő, egy 1214-ben alapított mecset és a Királyi Palota található. |                   |

| | A Krak des Chevaliers és a Szaladin-citadella |
| 2006 |                                               |
| A veszélyeztetett világörökségi helyszínek listájára került: 2013 |                                               |
| Kulturális (II)(IV) |                                               |
| Védett terület: 8,87 ha, puffer zóna: 167,21 ha, hivatkozás: 1229 |                                               |
| A várak a középkori hadi építészet kiemelkedő emlékei, egy időben mindkettő kulcsfontosságú keresztes védőbástya volt. A stratégiai fontosságú helyen, 650 méteres tengerszint feletti magasságban fekvő látványos Krak des Chevaliers vár központi részét még az arabok emelték az ezredforduló előtt. A 13. század elején keresztes lovagok fennhatósága alá került, akik jelentősen kibővítették és megerősítették. A várat kettős fal veszi körül, a falakon belül vízvezetékkel és ciszternákkal. A 13. század első felében egy békésebb időszakban figyelmet fordíthattak az épület díszítésére is, ekkor készült a gótikus stílusú előcsarnok, és a nagymester bordás boltozatokkal lefedett lakosztálya. A vár 1271-ig maradt a Jeruzsálemi Szent János lovagrend (johanniták) ellenőrzése alatt, amikor a mamlúkok elfoglalták. A Szaladin-citadella eredetileg egy a 10. század végén épült bizánci erőd volt, amit a 12. század elején foglaltak el a keresztesek. A magaslaton álló vár egyetlen könnyen megtámadható pontjánál egy 130 méter hosszú, 20 méter széles árkot ástak. A várfalon belül ciszternákat alakítottak ki, később mecseteket építettek. |                                               |

| | Észak-Szíria ókori falvai |
| 2011 |                           |
| A veszélyeztetett világörökségi helyszínek listájára került: 2013 |                           |
| Kulturális (III)(IV)(V) |                           |
| Védett terület: 12 290 ha, hivatkozás: 1348 |                           |
| A Szíria északnyugati részén nyolc csoportban elhelyezkedő körülbelül negyven ókori eredetű falu fontos információforrás a késő antik és bizánci életmóddal kapcsolatban. A falvakat az i. sz. 1. és 7. évszázadban alapították, majd a 8. és 10. század között folyamatosan elnéptelenedtek. Építészeti örökségük megmaradt része lakóházakból, pogány templomokból, ciszternákból, fürdőkből és keresztény templomokból áll. A fennmaradt épületek kiválóan szemléltetik az átmenetet a római életformából a bizánci kereszténységbe. A vízkiemelő szerkezetek maradványai, a településeket védelmező falak romjai és a korabeli fejlett mezőgazdaság a technikai vívmányok magas szintű alkalmazásáról tanúskodik. |                           |

## Tanzánia
| | Selous Vadvédelmi Terület |
| 1982, kisebb módosítás: 2012 |                           |
| A veszélyeztetett világörökségi helyszínek listájára került: 2014 |                           |
| Természeti (IX)(X) |                           |
| Védett terület: 5 120 000 ha, puffer zóna: 21 492 ha, hivatkozás: 199 |                           |
| A Selous vadrezervátumot a 20. század elején nyilvánították védett területté. A Délkelet-Tanzániában található 50 000 négyzetkilométer kiterjedésű ökoszisztéma a Föld egyik legnagyobb védelem alatt álló területe, körülbelül egymillió állat otthona. A vadrezervátum magába foglalja a Mikumi Nemzeti parkot és a Kilombero Természetvédelmi területet. A térségben a sűrű erdőktől a nyílt fás-füves tájakig többféle növényi övezet található. Nagyobb részét lombhullató erdő borítja, mellette sztyeppék, szavannák, elszórt erdősávokkal tagolt füves térségek találhatók. A talaj viszonylag terméketlen a tél pedig száraz, ennek ellenére nagy a vadsűrűség és az itt élő fajok száma. Ez a sokszínű élőhelynek, az ivóvízbőségnek és az emberi települések hiányának köszönhető. A rezervátumban mintegy 400 állatfaj él, 1986-ban 57 faj körülbelül 750 ezer egyedét jegyezték fel. Az itt élő gnúk számát ekkor 150 ezerre, az elefántokét 100 ezerre, az antilopokét és zebrákét 50-50 ezerre a vízilovakét 20 ezerre becsülték. A különféle növényzeti zónák zsiráfoknak, valamint gepárdoknak, párducoknak és oroszlánoknak nyújtanak élőhelyet.1994-ben az illegális vadászat miatt az elefántok számát már csak 50 ezer példányra becsülték, ami az ország teljes elefántpopulációjának a fele volt. Az orvvadászat következtében jelentősen csökkent az itt élő elefántok és orrszarvúk száma, ezért a helyszín felkerült a veszélyeztetett világörökségi helyszínek listájára. |                           |

## Ukrajna
| | Kijev: Szent Szófia-székesegyház és a kapcsolódó kolostorépületek, a Pecserszka lavra (barlangkolostor) |
| 1990, kisebb módosítás: 2005 | |
| A veszélyeztetett világörökségi helyszínek listájára került: 2023 | |
| Kulturális (I)(II)(III)(IV) | |
| Védett terület: 28,52 ha, puffer zóna: 220,15 ha, hivatkozás: 527 | |
| A kijevi Szent Szófia-katedrális a 11. században létrehozott kijevi keresztény fejedelemség jelképe, amelyet a konstantinápolyi Hagia Szophia templom mintájára és annak riválisaként terveztek. Az öthajós, négyzetes alaprajzú görög kereszt alakú templomot 1037-ben kezdték el építeni Bölcs Jaroszláv uralkodása alatt. Az 55 méter széles, 37 méter hosszú és 29 méter magas belső tér a későbbi átépítések ellenére is megőrizte bizánci jellegét. A Pecserszk Lavra (kolostor) a Dnyeper folyó partján magasodik, építését a 11. században remeték kezdték el egy barlangrendszer fölött. A mongolok és a tatárok is elpusztították, többször átépítették többek között a 17. században is, majd ezt követően teljesen újjáépítették. A barlangokat a szerzetesek temetkezőhelynek használták, bejárataik a Mindenszentek-templomnál és a Szent Anna-templomnál találhatók. Az épületegyüttesen belül három 12. századi templom maradt fenn közülük legjelentősebb a Mennybemenetel-katedrális amelyet a II. világháború után újjá kellett építeni. A kolostorhoz tartozik még egy óratorony és egy refektórium is, amik az épületkomplexum jellegzetes elemei. A 2022-ben kezdődő orosz–ukrán háború miatt a helyszín 2023-ban felkerült a veszélyeztetett világörökségi helyszínek listájára. | |

| | Lviv történelmi központja |
| 1998, kisebb módosítás: 2008 |                           |
| A veszélyeztetett világörökségi helyszínek listájára került: 2023 |                           |
| Kulturális (II)(V) |                           |
| Védett terület:120 ha, puffer zóna: 2 441 ha, hivatkozás: 211 |                           |
| A 13. században egy korábbi szláv település helyére alapított város évszázadokon át Kelet-Európa egyik virágzó közigazgatási, kereskedelmi és vallási központja volt. A jelentős kelet-nyugati kereskedelmi útvonalak és a Kárpátok hágóinak közelében fekvő település építészete itáliai és német elemeket ötvözött a kelet-európai hagyományokkal. 1349-től Lengyelországhoz tartozott, 1648-ban kozákok, 1704-ben svédek foglalták el. 1772-ben Ausztria része lett és 1918-ig a Habsburg Galícia fővárosa volt. 1945-ben került a Szovjetunióhoz, majd annak szétesése után jelenleg Nyugat-Ukrajna kulturális és közlekedési csomópontja. A városközpontban ma is felismerhető a középkori városszerkezet és megkülönböztethető az ukránok, az örmények, a zsidók, a németek, a lengyelek, az olaszok és a magyarok által lakott városrészek. Legkorábban kialakult városmagjához a felsőváros és közvetlen környezete tartozott öt templommal. Lviv legfőbb látnivalója a Piactér, közepén egy toronnyal valamint a teret szegélyező reneszánsz, barokk és klasszicista stílusban emelt épületek. A 2022-ben kezdődő orosz–ukrán háború miatt a helyszín 2023-ban felkerült a veszélyeztetett világörökségi helyszínek listájára. |                           |

| | Odessza óvárosa |
| 2023 |                 |
| A veszélyeztetett világörökségi helyszínek listájára került: 2023 |                 |
| Kulturális (I)(II)(III)(IV)(V) |                 |
| Hivatkozás: 1703 |                 |
| Odessza a 18.-19. századokban vált kikötővárossá. Egy multikulturális város, otthona volt a bolgároknak, görögöknek, örményeknek, zsidóknak, olaszoknak, moldávoknak, lengyeleknek, oroszoknak, románoknak, tatároknak és ukránoknak, akiknek hagyományai egy évszázadon belül egy társadalmi-kulturális környezetté keveredtek. Odesszában megtalálható jónéhány 19. századi épület, beleértve a Primorszkij körutat, a Potemkin lépcsőket, és az Odesszai operaházat (ez látható a képen). A helyszín azonnal felkerült a veszélyben lévők listájára a 2022-es orosz invázió miatt. |                 |

## Üzbegisztán
| | Sahriszabz történelmi óvárosa |
| 2000 |                               |
| A veszélyeztetett világörökségi helyszínek listájára került: 2016 |                               |
| Kulturális (III)(IV)() |                               |
| Védett terület: 240 ha, puffer zóna: 82 ha, hivatkozás: 885 |                               |
| A Szamarkandtól 80 kilométerre, a Zaravsán-hegység lábánál elterülő település, Közép-Ázsia egyik legrégebbi városa már Nagy Sándor idejében is lakott volt, de világkorát a 14. és a 15. században, a Timurida dinasztia uralma alatt élte. Az itt született Timur uralkodói székhelyévé tette és ő, valamint utódai terjedelmes épületegyütteseket emeltettek. A város a Timurida Birodalom hanyatlásával egy időben elvesztette jelentőségét. Az uralkodói rezidenciát egy négy kilométeres fal védte, a ma már romokban álló hatalmas Akszarái, más néven Fehér palotát 1380-ban kezdték építeni. Óriási méreteire a megmaradt ötven méter magas kaputornyokból és a köztük lévő 22 méter széles boltívből lehet következtetni. A palotától keletre fekszik Timur fiának, Dzsahángírnak jól állapotban fennmaradt mauzóleuma. A királyi temetkezőhely, a Dorusz Szaodat épületegyüttes a sírhelyek mellett imatermet, mecsetet, és a zarándokok számára kialakított szálláshelyet is magába foglal. Timur sírja, amelyet fehér márvánnyal díszítettek a kor építészetének egyik legszebb alkotása. A Kok Gumbaz-mecset és a Szajdinák mauzóleuma a 15. század első felében, Ulugbek, Timur csillagász unokájának uralkodása alatt épült. A városközpontban lévő bontási munkálatok és építkezések miatt a helyszín felkerült a veszélyeztetett világörökségi helyszínek listájára. |                               |

## Venezuela
| | Coro városa és kikötője |
| 1993 |                         |
| A veszélyeztetett világörökségi helyszínek listájára került: 2005 |                         |
| Kulturális (IV)(V) |                         |
| Védett terület: 18,4 ha, puffer zóna: 186,3 ha, hivatkozás: 658 |                         |
| Santa Ana de Corót 1527-ben a spanyol gyarmatosítás legkorábbi időszakában alapította Juan de Amples, aki eredetileg kereskedelmi központot akart kialakítani a területen. Nem sokkal alapítása után azonban egy német kereskedő Ambrosius Dalfinger bérbe vette az augsburgi Welser család számára és 1546-ig német fennhatóság alatt volt. Ezután visszakerült a spanyol uralom alá, de amikor a tartomány önkormányzata Caracasba költözött fokozatosan elvesztette jelentőségét. A 18. században a Holland Antillákkal folytatott kereskedelem révén újra fejlődésnek indult. A város megőrizte eredeti arculatának nagy részét, és számos jelentős emléket a spanyol gyarmatosítás legkorábbi időszakából. Területén összesen 602 történelmi műemlék található. Az óváros épületei és templomai vályogtéglákból épültek építészeti stílusukban egyaránt felfedezhetőek a spanyol mudéjar és a holland barokk építészet elemei. Az óváros legfontosabb épületei a ferences templom, az 1765-ben épült úgynevezett Vasablakos ház 8 méter magas barokk kapujával, illetve a királyi kórház kápolnája. Legszebb tere a Plaza de San Clemente az azonos nevű kereszttel. A világörökségi helyszínhez tartozik még a tengerpart mellett egy földszoroson elterülő Los Medanos de Coro Nemzeti Park is. A 2004-ben és 2005-ben történt rendkívüli esőzések jelentős károkat okoztak, ezért a helyszín felkerült a veszélyeztetett világörökségi helyszínek listájára. |                         |